# Валюкевич, Виктория Владимировна
Виктория Владимировна Валюкевич (Гурова) — российская легкоатлетка (тройной прыжок), призёр чемпионатов России, призёр Универсиады 2003 года, мастер спорта России международного класса. Выпускница КГАУ. Жена спортсмена Дмитрия Валюкевича. С 2001 года входила в сборную команду страны. Участница Олимпийских игр 2008 и 2012 годов.

## Спортивные результаты
- Чемпионат Европы по лёгкой атлетике среди юниоров 2001 года — ;
- Чемпионат Европы по лёгкой атлетике среди молодёжи 2003 года — ;
- Чемпионат России по лёгкой атлетике 2003 года — ;
- Чемпионат России по лёгкой атлетике 2004 года — ;
- Чемпионат России по лёгкой атлетике в помещении 2004 года — ;
- Чемпионат России по лёгкой атлетике в помещении 2005 года — ;
- Чемпионат России по лёгкой атлетике 2008 года — ;
- Чемпионат России по лёгкой атлетике 2012 года — ;

На Олимпийских играх 2008 года в Пекине заняла 7 место, на Олимпийских играх 2012 года в Лондоне — 8 место.

## Дисквалификация
В марте 2017 Международный олимпийский комитет аннулировал результаты российских легкоатлеток Гульфии Ханафеевой (метание молота), Виктории Валюкевич и Марии Беспаловой (метание молота) после перепроверки допинг-проб с Олимпийских игр 2012 года в Лондоне.
2 августа 2017 года Всероссийская федерация лёгкой атлетики сообщила о дисквалификации спортсменки на 2 года. Её допинг-проба, взятая на Олимпийских играх 2012 года, дала положительный результат на дегидрохлорметилтестостерон. Результаты спортсменки с 5 августа 2012 года по 4 августа 2014 года были аннулированы, в том числе третье место на чемпионате России 2013 года в тройном прыжке с результатом 14,36 м.